# Polnische Suppe
Polnische Suppe (auch: Polnische Brühe, Polnische Tunke, Polnisches Heroin, Polski Kompot) ist eine dunkelbraune, morphinhaltige Flüssigkeit, die durch Auskochen von Mohnkapseln bzw. Mohnpflanzenteilen in Lösungsmittel und anschließender Acetylierung mittels Essigsäureanhydrid gewonnen wird. Zur Herstellung wird eine in Polen beheimatete Blaumohnsorte verwendet. Der Anbau ist zwischenzeitlich in Polen verboten worden.
Entwickelt wurde die Droge von einem Danziger Chemiestudenten bereits 1975. Das Rezept gelangte 1976 nach Warschau, von wo aus sich die Droge erstmals unter dem Namen Danziger Heroin in Polen ausbreitete.
Beim Verkauf ist der Sud meist bereits in Spritzen aufgezogen. Der Preis liegt unter dem von Heroin. Wirkstoff ist Monoacetylmorphin (Vorstufe von Heroin). Der Konsum führt zu einer Rauschentwicklung und hat die gleichen toxischen Effekte wie Heroin. Eine besondere Gefährlichkeit ergibt sich dadurch, dass der Wirkstoffgehalt der Konsumeinheit nicht bekannt ist.